# Етел Баримор
Етел Баримор (енгл. Ethel Barrymore) је била америчка глумица, рођена 15. августа 1879. године у Филаделфији, а преминула 18. јула 1959. године у Лос Анђелесу.